# Castelletto sopra Ticino
Castelletto sopra Ticino, místními často nazýváno Castelletto Ticino nebo jen Castelletto, je obec v provincii Novara v italském regionu Piemont, která se nachází asi 100 kilometrů severovýchodně od Turína a asi 30 kilometrů severně od Novary. Byly zde nalezeny keltské nápisy.
Je rodištěm imunologa Serafina Belfantiho. Je zde také pohřben zpěvák Billy More.